# 徳島市昭和小学校
徳島市昭和小学校（とくしまし しょうわしょうがっこう）は、徳島県徳島市中昭和町五丁目にある公立小学校。

## 沿革
出典
- 1875年（明治8年）10月7日 - 名東郡斎津塩竃神社境内に成功枝栄小学校を創立。
- 1877年（明治10年）4月1日 - 名東郡南斎田小学校と改称。
- 1886年（明治19年）4月1日 - 名東郡南斎田小学校が富田小学校と合併、富田小学校に統合。
- 1889年（明治22年）12月1日 - 名東郡斎津村斎田小学校として独立。
- 1891年（明治24年）4月2日 - 名東郡斎津村立斎田尋常小学校と改称。
- 1906年（明治39年）4月1日 - 名東郡斎津村立斎田尋常高等小学校と改称。
- 1926年（大正15年）4月1日 - 斎津村が徳島市と合併、徳島市立斎田尋常小学校と改称。
- 1941年（昭和16年）4月1日 - 徳島市斎田国民学校と改称。
- 1943年（昭和18年）4月1日 - 国民学校令により、徳島市昭和国民学校と改称。
- 1947年（昭和22年）4月1日 - 学制改革により、徳島市昭和小学校と改称。
- 1958年（昭和33年）3月27日 - 体育館講堂を新設。
- 1960年（昭和35年）4月13日 - 鉄筋3階建6教室が完成。
- 1961年（昭和36年）4月4日 - 鉄筋3階建6教室が完成。
- 1962年（昭和37年）
  - 8月21日 - 鉄筋3階建6教室分を増築。
  - 10月7日 - 鉄筋校舎落成式を挙行。
- 1966年（昭和41年）
  - 3月27日 - 運動場東南にバックネットを新設。
  - 12月13日 - 体育館の南に岩石園が完成。
- 1967年（昭和42年）3月31日 - 特別教室（理科室・図工室・音楽室）、東便所（2階・水洗）が完成。
- 1970年（昭和45年）3月31日 - 鉄筋2階建2教室が完成。
- 1971年（昭和46年）10月23日 - 運動場が拡張。
- 1972年（昭和47年）9月16日 - プール完成。
- 1973年（昭和48年）6月11日 - 鉄筋3階建2教室、家庭科教室が完成。
- 1975年（昭和50年）10月7日 - 創立100周年記念式典挙行。
- 1976年（昭和51年）
  - 2月16日 - 玄関前に昭明協和園が完成（岩石園の移転）。
  - 3月31日 - 鉄筋3階建3教室、旧校舎3階建1教室増築と水洗便所設置。
- 1977年（昭和52年）3月16日 - 国旗掲揚台新設。
- 1979年（昭和54年）9月20日 - 運動場拡張。
- 1980年（昭和55年）3月31日 - 鉄筋3階建5教室分を増築（南校舎東側）。
- 1981年（昭和56年）
  - 2月27日 - 中庭に遊具「雲梯」設置。
  - 9月16日 - 各教室にインターホンを設置。
- 1982年（昭和57年）2月10日 - 多要素ジム設置。
- 1983年（昭和58年）5月1日 - 新体育館と給食室の落成式を挙行。
- 1986年（昭和61年）3月1日 - 全校テレビ放送機器設置。
- 1987年（昭和62年）2月20日 - 低学年遊具を中庭に設置。
- 1989年（平成元年）
  - 3月25日 - 小運動場を移転し、整備。
  - 4月6日 - 保健室を移転し、整備。
- 1990年（平成2年）2月21日 - 運動場に可変式鉄棒設置。
- 1991年（平成3年）2月22日 - 運動場にサッカーゴール設置。
- 1992年（平成4年）
  - 2月26日 - 放送機器設置。
  - 9月16日 - 北校舎を改装。
- 1993年（平成5年）2月26日 - 音楽室に冷房設備設置。
- 1994年（平成6年）3月16日 - 運動場に遊具（通称ドリームジム）設置。
- 1995年（平成7年）
  - 2月27日 - 液晶ビデオを設置。
  - 8月21日 - 校内放送設備とビデオカメラを設置。
- 1996年（平成8年）8月26日 - 南校舎手すり改修。
- 1998年（平成10年）8月31日 - 給食室床面改修工事。事務室の設備。
- 2001年（平成13年）
  - 2月9日 - 体育館屋根改修工事。
  - 2月18日 - 校舎北ブロック塀壁画完成。
- 2001年（平成13年）10月1日 - コンピュータ室開設し、20台のパソコンを導入。
- 2002年（平成14年）
  - 2月7日 - 中庭にビオトープ池が完成。
  - 8月29日 - 学校ホームページ開設。
  - 9月12日 - 運動場夜間照明施設改修。
- 2003年（平成15年）2月1日 - 校旗新調（昭和更生保護婦人会より寄贈）。
- 2004年（平成16年）8月31日 - 給食調理場拡張工事完成（磁器食器導入対応）。
- 2005年（平成17年）
  - 3月29日 - 校内LAN整備工事完了。
  - 4月1日 - 2学期制導入。
  - 8月31日 - ひまわり2に冷房設備設置。
- 2006年（平成18年）4月5日 - ひまわり準備室に温水シャワー設備設置。
- 2007年（平成19年）10月1日 - コンピュータ室の子ども用パソコン20台入れ替え。
- 2008年（平成20年）9月1日 - 北校舎耐震工事完了。
- 2009年（平成21年）8月31日 - 北校舎1階トイレ改修工事完了。
- 2010年（平成22年）
  - 8月31日 - 備蓄倉庫設置。
  - 9月12日 - 南校舎耐震工事と廊下等改修工事が完了。
- 2012年（平成24年）
  - 2月5日 - 昭和地区防災訓練実施。
  - 3月27日 - 地震自動解錠ボックス設置。
  - 8月30日 - 市防災物品備蓄スペース工事実施。
- 2014年（平成26年）4月1日 - 特別支援学級改修工事（弱視学級教室・準備室・シャワー室）。
- 2016年（平成28年）3月29日 - ひまわり学級増設工事。
- 2019年（令和元年）5月16日 - 各教室にエアコン設置。

## 基礎データ
最寄駅
- JR阿波富田駅

最寄バス停
- 徳島市交通局・徳島バス昭和町五丁目バス停・昭和町七丁目バス停
- 徳島市交通局・徳島バス福祉センターバス停

## クラブ活どうお手軽料理クラブ[2]
- ブラスバンド部[3]

## 取組など
- 2015年10月、菌庄椎茸栽培を始めた。年間を通して野菜栽培に取り組んでいて、食事から感謝の心を育てるのが目的である[4]。
- 2016年1月9日、どんど焼きを実施した[5]。

## 関連学校
- 徳島市昭和幼稚園
- 徳島市富田中学校

## 通学区域が隣接している学校
- 徳島市津田小学校
- 徳島市八万小学校
- 徳島市富田小学校
- 徳島市内町小学校
- 徳島市福島小学校

八万小の区域のうち、昭和小も選択可能な区域は、以下の学校の区域とも隣接している。
- 徳島市八万南小学校

## 著名な出身者
- 西川有喜（バレーボール選手：JTマーヴェラス）
- 西川吉野（バレーボール選手：東レアローズ）